# Melle (Niemcy)
Melle – miasto uzdrowiskowe oraz gmina samodzielna (niem. Einheitsgemeinde) w Niemczech, w kraju związkowym Dolna Saksonia w powiecie Osnabrück. Liczy ok. 46,5 tys. mieszkańców.
W mieście znajduje się stacja kolejowa.
Swoje siedziby ma tu prywatne muzeum motoryzacji oraz przedsiębiorstwo akwarystyczne Tetra GmbH.

## Współpraca
Miejscowości partnerskie:
- Bad Dürrenberg, Saksonia-Anhalt
- Cires-lès-Mello, Francja
- Eecke, Francja
- Eiken, Szwajcaria (kontakty utrzymuje dzielnica Eicken-Bruche)
- Eke, Belgia
- Gandawa, Belgia (kontakty utrzymuje dzielnica Sint-Denijs-Westrem)
- Jēkabpils, Łotwa
- Melle, Belgia
- Melle, Francja
- New Melle, Stany Zjednoczone
- Niğde, Turcja
- Reinickendorf, Berlin
- Resko, Polska
- Röckwitz, Meklemburgia-Pomorze Przednie
- Torżok, Rosja

## Pojazdy w muzeum motoryzacji

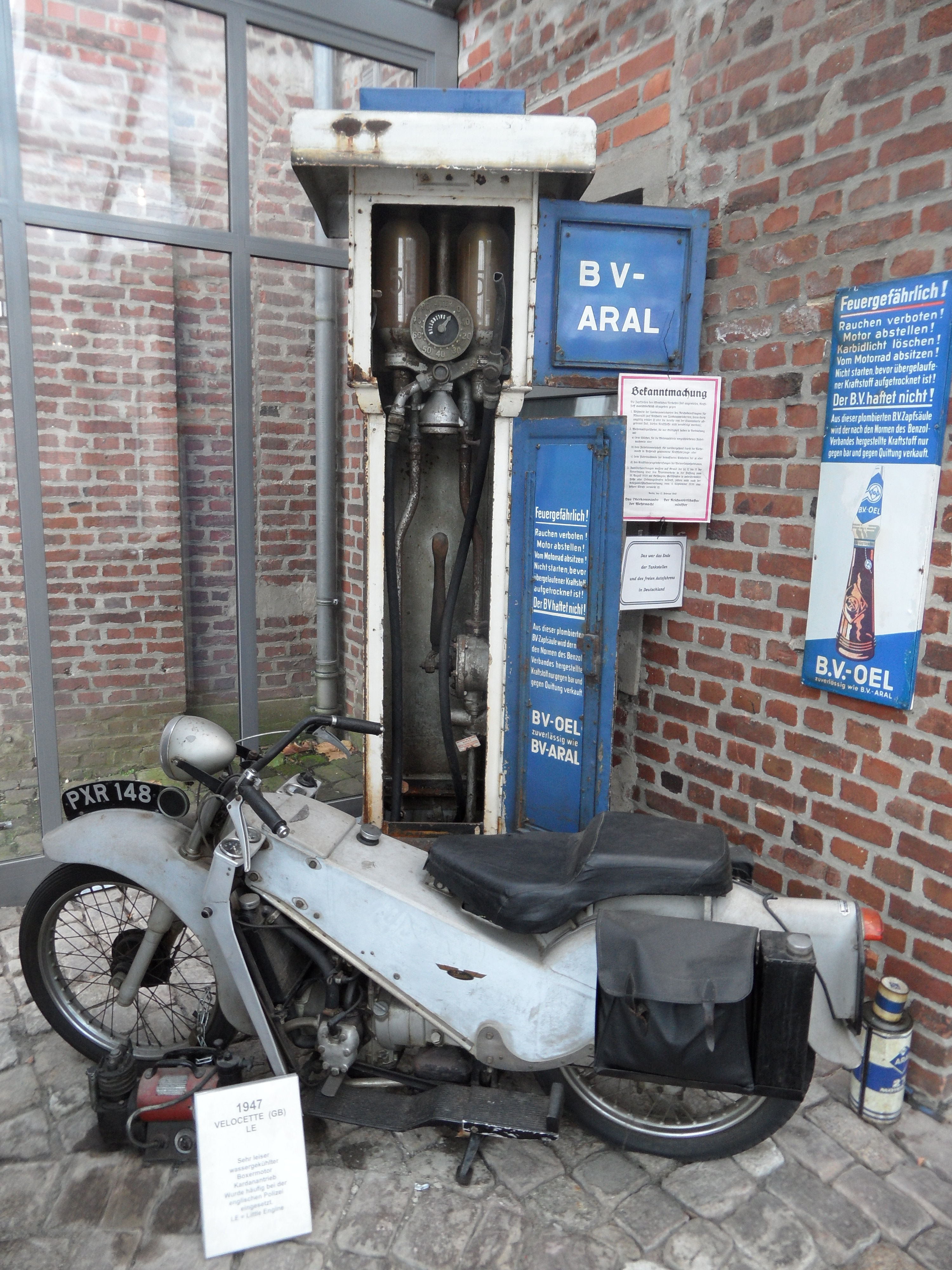
Motocykl Velocette LE (1947)
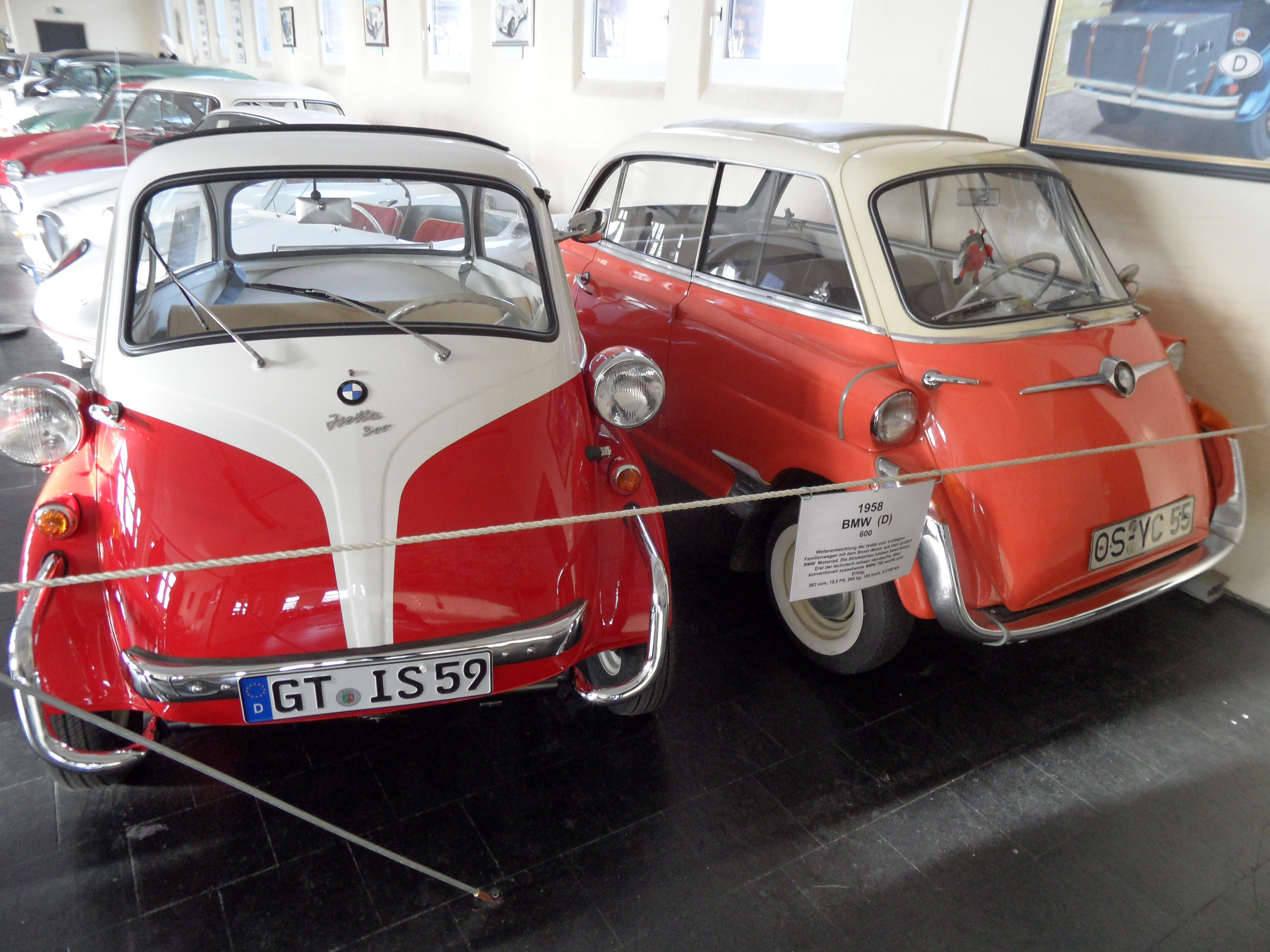
Mikrosamochody BMW Isetta 300 i BMW 600 (lata 1950.)
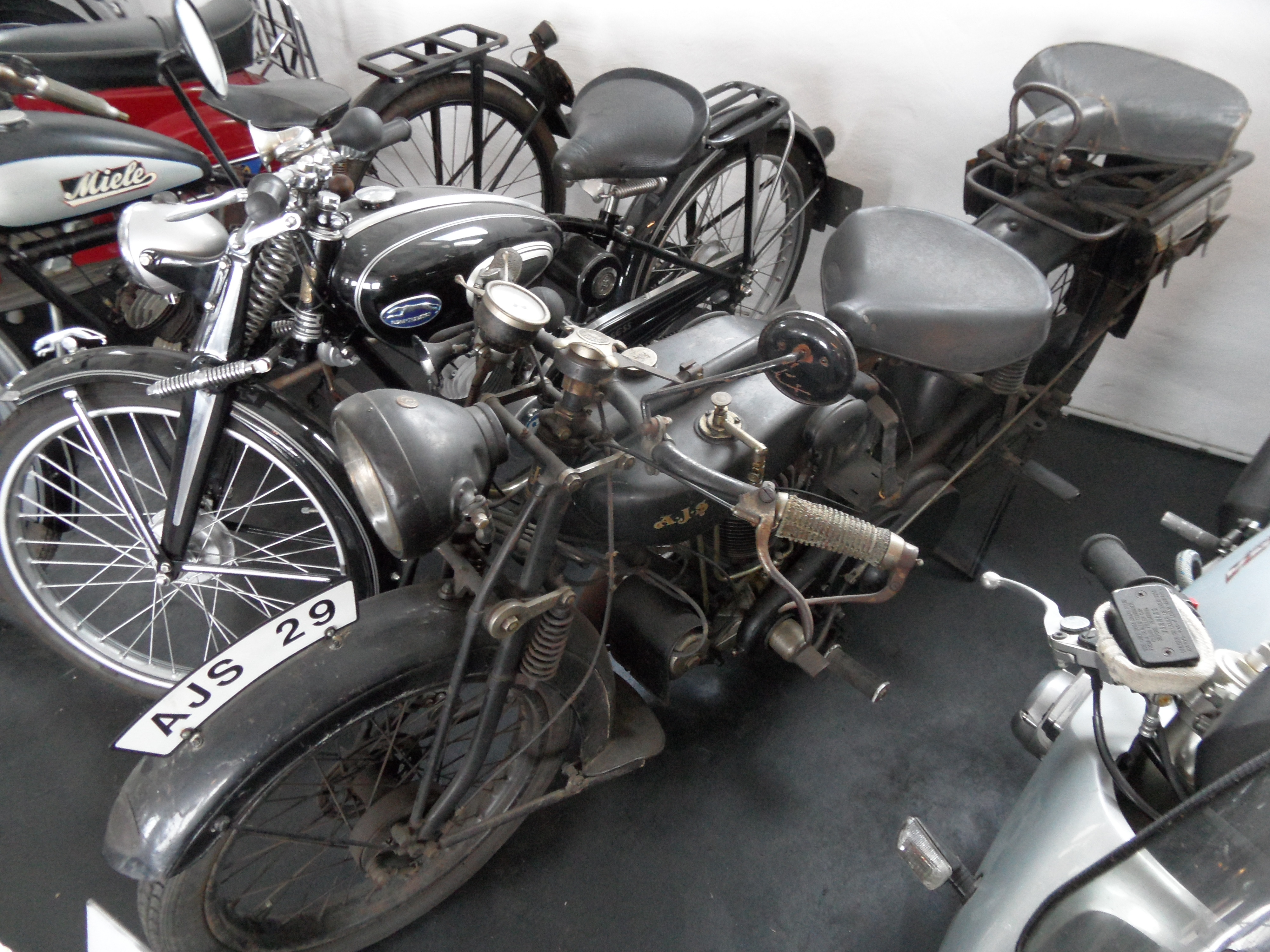
Motocykl AJS 500 cm3 (1929)